# Orlinți, Burgas
Orlinți (în bulgară Орлинци) este un sat în comuna Sredeț, regiunea Burgas,  Bulgaria. 

## Demografie
Componența etnică a satului Orlinți
     Romi (53,01%)
     Bulgari (42,22%)
     Turci (2,22%)
     Nicio identificare (2,53%)
La recensământul din 2011, populația satului Orlinți era de 315 locuitori. Din punct de vedere etnic, majoritatea locuitorilor (53,01%) erau romi, existând și minorități de bulgari (42,22%) și turci (2,22%). Pentru 2,53% din locuitori nu este cunoscută apartenența etnică.